# Cadena de Gauss-Márkov
Los procesos estocásticos de Gauss-Markov o cadenas de Gauss-markov (llamados así en honor a Carl Friedrich Gauss y Andréi Márkov) son procesos estocásticos que satisfacen los requisitos para ser considerados simultáneamente  procesos gaussianos y cadenas de Márkov. Un proceso estacionario de Gauss-Márkov es único[cita requerida] hasta reescalar; tal proceso es conocido también como proceso de Ornstein-Uhlenbeck.
Cada cadena de Gauss-Markov, X(t), posee las tres propiedades siguientes:
1. Si h(t) es una función escalar no nula de t, entonces Z(t) = h(t)X(t) también es una cadena de Gauss-Márkov
2. Si f(t) es una función escalar no decreciente de t, entonces Z(t) = X(f(t)) también es una cadena de Gauss-Márkov
3. Si el proceso es no degenerado y de cuadrado medio continuo, entonces existe una función escalar no nula h(t) y una función escalar estrictamente creciente f(t) tal que X(t) = h(t)W(f(t)), donde W(t) es el proceso de Wiener estándar.

La propiedad n.º 3 nos dice que todo proceso de Gauss-Márkov no degenerado y de cuadrado medio continuo puede ser sintetizado del proceso estándar de Wiener.

## Propiedades de los procesos estacionarios de Gauss-Márkov
Un proceso estacionario de Gauss-Márkov con varianza {\displaystyle {\textbf {E}}(X^{2}(t))=\sigma ^{2}} y constante de tiempo {\displaystyle \beta ^{-1}} tiene las siguientes propiedades:
- Autocorrelación exponencial:

{\displaystyle {\textbf {R}}_{x}(\tau )=\sigma ^{2}e^{-\beta |\tau |}\,}.
- Una función de potencias de densidad espectral que también tiene la misma forma que la distribución de Cauchy:

{\displaystyle {\textbf {S}}_{x}(j\omega )={\frac {2\sigma ^{2}\beta }{\omega ^{2}+\beta ^{2}}}\,}.
(Nótese que la distribución de Cauchy y este espectro difieren por factores escalares).
- Lo anterior tiene la siguiente factorización espectral:

{\displaystyle {\textbf {S}}_{x}(s)={\frac {2\sigma ^{2}\beta }{-s^{2}+\beta ^{2}}}={\frac {{\sqrt {2\beta }}\,\sigma }{(s+\beta )}}\cdot {\frac {{\sqrt {2\beta }}\,\sigma }{(-s+\beta )}}}
lo que es importante en un filtro de Wiener y en otras áreas.
También existen excepciones triviales para lo anterior.